# THE PIER
『THE PIER』は、日本のロックバンドくるりのスタジオ・アルバム。2014年9月17日にSPEEDSTAR RECORDSからリリースされた。

## 概要
- 前作『坩堝の電圧』以来2年ぶりのオリジナルアルバム。「第7回CDショップ大賞」入賞作品[1]。
- 「さまざまな時代、さまざまな文化の音楽を無尽蔵に取り込んだ」多国籍なサウンドが特徴となっている[2]。
- 岸田は「アヴィーチーの1枚目を聴いて盛り上がって作った」と語っている[3]。
- プリプロダクションは主に京都府北部にある岸田の別宅で行われた。ジャケットはその別宅の近くにて、ファンファンがiPhoneで撮影した写真がもととなっている[4][5]。
- 佐藤は「Remember me」「ロックンロール・ハネムーン」「loveless」「最後のメリークリスマス」などの「いい曲」がタイアップ曲として制作されていたことから、「後は単純に楽しみながら曲を作っていけばいいんじゃない？」とレコーディングに突入したが、「やってみると、とことんやってしまった」と語っている[6]。
- 初回盤には7インチサイズのジャケットに加え、300ページを超える全曲の楽譜集「Liberty&Gravity」のハイレゾ音源をダウンロードできるシリアルコードが付属した[7]。
- 今作のリリースを記念して「くるりワンマンライブツアー2014 〜金の玉、ふたつ〜」が開催された[8]。

## 収録曲
| #         | タイトル                                 | 作詞  | 作曲・編曲 | 時間 |
| --------- | ---------------------------------------- | ----- | ---------- | ---- |
| 1.        | 「2034」                                 |       |            | 4:12 |
| 2.        | 「日本海」                               |       |            | 2:21 |
| 3.        | 「浜辺にて」                             |       |            | 3:43 |
| 4.        | 「ロックンロール・ハネムーン」           |       |            | 3:46 |
| 5.        | 「Liberty&Gravity」                      |       |            | 6:12 |
| 6.        | 「しゃぼんがぼんぼん」                   |       |            | 1:13 |
| 7.        | 「loveless ＜album edit＞」              |       |            | 4:49 |
| 8.        | 「Remember me」                          |       |            | 5:08 |
| 9.        | 「遥かなるリスボン」                     |       |            | 4:24 |
| 10.       | 「Brose&Butter」                         |       |            | 2:40 |
| 11.       | 「Amamoyo」                              |       |            | 4:23 |
| 12.       | 「最後のメリークリスマス＜album edit＞」 |       |            | 4:44 |
| 13.       | 「ﾒｪﾒｪ」                                 |       |            | 0:34 |
| 14.       | 「There is（always light）」             |       |            | 4:46 |
| 合計時間: | 合計時間:                                | 52:55 |            |      |

## 演奏
- 岸田繁：Vocals, Guitar, Sitar, Sazu & Programming
- 佐藤征史：Bass, Percussion, Vocals & Programming
- ファンファン：Trumpet, Flugelhorn, Vocals & Programming
- BOBO：Drums & Percussion (#1.2.3.5.6.9.10.11.14)
- 福田洋子：Drums & Percussion (#1)
- 畑利樹：Drums & Percussion (#4)
- あらきゆうこ：Drums & Percussion (#7.8)
- 新田浩平：Drums & Percussion (#12)
- Erwin Bader：Keyboards (#5)
- 鈴木正人：Keyboards (#7)
- Carwyn Ellis：Keyboards (#10)
- 奥野真哉 (ソウル・フラワー・ユニオン)：Keyboards (#12)
- Lucia Hall, Mariam Margaryan-Petkova：Violin (#1.2)
- Nicolas Geremus, Wang-Yu Ko：Violin (#8)
- Michael Buchmann：Viola (#1.2.8)
- Arne Kirchen：Violoncello (#1.2)
- Bernard Aichner：Violoncello (#8)
- 権藤知彦：Euphonium, Flugelhorn (#4.9.14)
- 石崎光：Mellotron, Guitar (#4)
- U-zhaan：Tabla (#5)
- 小春 (チャラン・ポ・ランタン)：Accordion (#9)